# 888 7th Avenue
Le 888 7th Avenue est un gratte-ciel de New York. Il a été construit en 1971 et mesure 191 mètres pour quarante-six étages.